# Trouble de la kératine aviaire

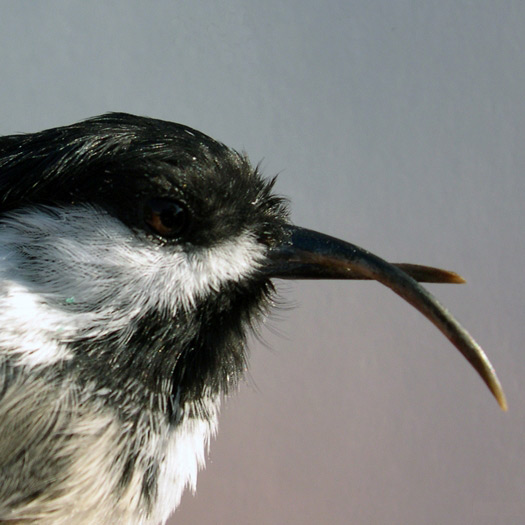
Mésange à tête noire souffrant du trouble de la kératine aviaire.

Le trouble de la kératine aviaire est une malformation du bec de certains oiseaux d'Amérique du Nord se traduisant par un bec anormalement long pouvant parfois atteindre des dimensions qui nuisent à l'espèce. Cette pathologie découverte récemment est due à la surproduction de kératine recouvrant l'os du bec des oiseaux atteints, principalement les mésanges et les corneilles, mais également au sein d'une trentaine d'espèces.

## Description
Observée pour la première fois dans l'état de l'Alaska à la fin des années 1990, l'excroissance du bec des oiseaux atteint principalement les Corneilles d'Amérique et les Mésanges à tête noire. Depuis quelques années, cette malformation particulière s'est propagée à plus d'une quinzaine d'espèces, et la zone géographique n'est plus restreinte à l'Alaska, mais tout au long de la côte pacifique canadienne et plus récemment jusqu'à l'État de Washington. En 2010, l'United States Geological Survey dénombraient une trentaine d'espèces touchées, 17 % des corneilles et 6,5 % des mésanges adultes. La maladie ne touche que très rarement les oisillons.
Bien que la croissance continue du bec d'un oiseau soit normale, le problème réside dans la surproduction de la kératine recouvrant l'os du bec et le fragile équilibre entre la croissance et l'usure se trouve ainsi rompu. Certains oiseaux observés ont le bec si long, que les mandibules supérieure et inférieure de la ramphothèque se croisent, causant plusieurs problèmes connexes :
- Alimentation : les oiseaux qui ont le bec trop long doivent se nourrir plus près des zones urbaines, soit dans les mangeoires et dans les poubelles. Aussi, les longs becs rendent la tâche alimentaire des oisillons, qui se nourrissent par régurgitation, plus difficile.
- Nidification : un trop long bec rend la construction d'un nid beaucoup plus laborieuse; il doit être assez solide pour résister aux intempéries et aux premières semaines après la couvée.
- Isolation : pour que le plumage des oiseaux conserve toutes ses propriétés isolatrices, ces derniers doivent lisser leurs plumes régulièrement. L'excroissance des becs empêche non seulement l'isolation thermique adéquate mais aussi le toilettage, ce qui favorise la prolifération des parasites.
- Reproduction : la plupart des espèces d'oiseaux comptent sur la parade nuptiale pour se reproduire et les femelles rejettent les candidats avec des excroissances du bec.

Le trouble de la kératine aviaire affecte parfois la peau, les pattes, les griffes et les plumes des oiseaux et pour toutes ces raisons, la population des espèces frappées par cette pathologie décroit très rapidement